# Loenhout Sportkring
Loenhout Sportkring, kortweg Loenhout SK, is een Belgische voetbalclub uit Loenhout.

## Geschiedenis
Loenhout SK ontstond in 1944 en sloot zich aan bij de KBVB en kreeg stamnummer 4112 toegekend. Loenhout bleef er in de provinciale reeksen spelen. In 2018 werd de damesploeg kampioen in eerste provinciale Antwerpen. De clubkleuren zijn wit en rood.

## Palmares

### Dames
- Kampioen eerste provinciale Antwerpen: 2018 - 2023

## Resultaten

### Resultaten Dames
| Seizoen | Reeks                    | Niveau | Plaats | Punten | Beker | Opmerkingen                          |
| ------- | ------------------------ | ------ | ------ | ------ | ----- | ------------------------------------ |
| 2016/17 | Eerste Provinciale Antw. | 4      | 2      | 62     |       |                                      |
| 2017/18 | Eerste Provinciale Antw. | 4      | 1      | 68     |       |                                      |
| 2018/19 | Interprovinciale A       | 3      | 12     | 18     |       |                                      |
| 2019/20 | Eerste Provinciale Antw. | 4      | 9      | 27     |       |                                      |
| 2020/21 | Eerste Provinciale Antw. | 4      | -      | -      | -     | Competitie geschrapt wegens Covid-19 |
| 2021/22 | Eerste Provinciale Antw. | 4      | 4      | 40     |       |                                      |
| 2022/23 | Eerste Provinciale Antw. | 4      | 1      | 69     |       |                                      |
| 2023/24 | Interprovinciale B       | 3      | 5      | 34     |       |                                      |
| 2024/25 | Interprovinciale B       | 3      | 4      | 43     |       |                                      |
| 2025/26 | Interprovinciale B       | 3      |        |        |       |                                      |

### Resultaten Mannen
| Seizoen | Klasse | Klasse | Klasse | Klasse | Klasse | Klasse | Klasse | Klasse | Klasse | Reeks                                                    | Punten                                                   | Opmerkingen                                              |
|         | 1A     | 1B     | 1Am    | 2Am    | 3Am    | P.I    | P.II   | P.III  | P.IV   | Vanaf 2016-17 zijn er 3 nationale en 2 regionale niveaus | Vanaf 2016-17 zijn er 3 nationale en 2 regionale niveaus | Vanaf 2016-17 zijn er 3 nationale en 2 regionale niveaus |
| ------- | ------ | ------ | ------ | ------ | ------ | ------ | ------ | ------ | ------ | -------------------------------------------------------- | -------------------------------------------------------- | -------------------------------------------------------- |
| 2016/17 |        |        |        |        |        |        | 16     |        |        | Tweede Prov. Antw. B                                     | 20                                                       | Degradatie naar 3de provinciale.                         |
| 2017/18 |        |        |        |        |        |        |        | 6      |        | Derde Prov. Antw. A                                      | 50                                                       |                                                          |
| 2018/19 |        |        |        |        |        |        |        | 2      |        | Derde Prov. Antw. A                                      | 59                                                       | Promotie via eindronde                                   |
| 2019/20 |        |        |        |        |        |        | 4      |        |        | Tweede Prov. Antw. A                                     | 43                                                       | Competitie stopgezet door coronavirus.                   |
| 2020/21 |        |        |        |        |        |        | -      |        |        | Tweede Prov. Antw. B                                     | -                                                        | Seizoen geschrapt wegens Covid-19                        |
| 2021/22 |        |        |        |        |        |        | 4      |        |        | Tweede Prov. Antw. B                                     | 46                                                       | Promotie via eindronde                                   |
| 2022/23 |        |        |        |        |        | 10     |        |        |        | Eerste Prov. Antw.                                       | 39                                                       |                                                          |
| 2023/24 |        |        |        |        |        | 12     |        |        |        | Eerste Prov. Antw.                                       | 35                                                       |                                                          |
| 2024/25 |        |        |        |        |        | 15     |        |        |        | Eerste Prov. Antw.                                       | 20                                                       | Degradatie                                               |
| 2025/26 |        |        |        |        |        |        |        |        |        | Tweede prov. Antw. B                                     |                                                          |                                                          |